# لوكهيد إكس-17
لوكهيد إكس-17 (Lockheed X-17) صاروخ تجريبي يستعمل الوقود الصلب على ثلاثة مراحل  لدراسة آثار السرعة العالية عند العودة إلى الغلاف الجوي. في المرحلة الأولى من تجارب الأكس-17و وصل ارتفاعه لـ 17 ميل (27 كـم) قبل أن يحترق وقود المرحلة الأولى. ثم تابع مساره بدفع الزخم الذي وصل إليه لمسافة 100 ميل (160 كـم) قبل أن ينحني للأسفل ليعود إلى الأرض. عندها يبداء احتراق المرحلة الثانية للمحرك قبل أن يقود وقود المرحلة الثالثة والأخيرة. في 24 أبريل عام 1957، وصل سرعة الصاروخ إلى 9,000 ميل في الساعة (14,000 كم/س). في نهاية المطاف، وصلت سرعته إلى ماخ 14.5.
استخدم أيضا في عمليات دعم عملية أرغوس وهي سلسلة التجارب النووية التي أجريت في جنوب المحيط الأطلسي في عام 1958.

## روابط خارجية
قصة الأكس 17 (1958) على يوتيوب
- تاريخ الأكس 17
- مواصفات الأكس 17